# Великодолинська селищна рада
Великодоли́нська се́лищна ра́да — орган місцевого самоврядування Великодолинської селищної громади Одеського району Одеської області. Утворена в 1957 році.

## Склад ради
Рада складається з 30 депутатів та голови.
- Голова ради: Лук'янчук Микола Іванович
- Секретар ради: Курко Світлана Альбертівна

### Керівний склад попередніх скликань
| Прізвище, ім'я, по батькові     | Основні відомості                                                 | Дата обрання | Дата звільнення |
| ------------------------------- | ----------------------------------------------------------------- | ------------ | --------------- |
| Базелян Олександр Лаврентійович | Селищний голова, 1958 року народження, член Партії регіонів       | 26.03.2006   | 31.10.2010      |
| Граб Володимир Олександрович    | Селищний голова, 1971 року народження, освіта вища, позапартійний | 31.10.2010   | Нині на посаді  |

Примітка: таблиця складена за даними сайту Верховної Ради України

### Депутати
За результатами місцевих виборів 2010 року депутатами ради стали:

#### За суб'єктами висування
| Суб'єкт висування | Кількість обраних депутатів | %    |
| ----------------- | --------------------------- | ---- |
| Партія регіонів   | 16                          | 53,3 |
| Народна партія    | 8                           | 26,7 |
| Самовисування     | 6                           | 20   |

#### За округами
| № округу        | Прізвище, ім'я, по батькові      | Дата визнання обраним | Освіта             | Партійна приналежність | Відомості про обраного депутата                                               |
| --------------- | -------------------------------- | --------------------- | ------------------ | ---------------------- | ----------------------------------------------------------------------------- |
| Народна Партія  |                                  |                       |                    |                        |                                                                               |
| 3               | Рисюк Сергій Анатолійович        | 03.11.2010            | вища               | член Народної партії   | ПП «Рисюк», директор                                                          |
| 4               | Дубовицька Ірина Миколаївна      | 03.11.2010            | вища               | член Народної партії   | фінансовий сервіс «Майбутнє життя», фінансовий консультант                    |
| 6               | Бордюка Галина Миколаївна        | 03.11.2010            | вища               | член Народної партії   | приватний підприємець                                                         |
| 11              | Васюк Сергій Анатолійович        | 03.11.2010            | середня спеціальна | член Народної партії   | тимчасово не працює                                                           |
| 15              | Колєва Божена Миколаївна         | 03.11.2010            | вища               | член Народної партії   | Великодолинська селищна рада, діловод                                         |
| 18              | Шуляк Олег Олександрович         | 03.11.2010            | середня            | член Народної партії   | ПП «Шуляк», директор                                                          |
| 22              | Радчук Ігор Анатолійович         | 03.11.2010            | середня спеціальна | член Народної партії   | ПП «Радчук», директор                                                         |
| 27              | Гончаров Сергій Володимирович    | 03.11.2010            | вища               | член Народної партії   | Одеська дирекція залізничних перевезень, регулювальник швидкості руху вагонів |
| Партія регіонів |                                  |                       |                    |                        |                                                                               |
| 1               | Солодухо Михайло Іванович        | 03.11.2010            | вища               | член Партії регіонів   | агрофірма «Євріка», брига дир                                                 |
| 2               | Чухрій Григорій Романович        | 03.11.2010            | середня спеціальна | член Партії регіонів   | ТОВ «Ін Транс», заступник генерального директора                              |
| 5               | Грабовий Сергій Анатолійович     | 03.11.2010            | вища               | член Партії регіонів   | Великодолинське лісництво, лісничий                                           |
| 8               | Трегубенко Сергій Петрович       | 03.11.2010            | середня спеціальна | член Партії регіонів   | ТОВ СП «Аквавінтекс», слюсар                                                  |
| 9               | Касім Борис Олександрович        | 03.11.2010            | вища               | член Партії регіонів   | підприємство «Хімтяжмонтаж», директор                                         |
| 10              | Марчак Михайло Дмитрович         | 03.11.2010            | середня спеціальна | член Партії регіонів   | приватний підприємець                                                         |
| 13              | Бахмуцан Юхим Іванович           | 03.11.2010            | вища               | член Партії регіонів   | ВКЗ «Шустов», агроном                                                         |
| 14              | Соцкова Наталія Петрівна         | 03.11.2010            | середня            | член Партії регіонів   | ПАТ «Вікторія», завідувачка складом                                           |
| 16              | Панішкевич Анатолій Миколайович  | 03.11.2010            | вища               | член Партії регіонів   | Великодолинська селищна рада, начальник військово-облікового столу            |
| 19              | Нікул Павло Петрович             | 03.11.2010            | середня спеціальна | член Партії регіонів   | приватний підприємець                                                         |
| 20              | Талпа Павло Ілліч                | 03.11.2010            | вища               | член Партії регіонів   | СОГ «Західний», голова                                                        |
| 21              | Максимов Валерій Георгійович     | 03.11.2010            | середня спеціальна | член Партії регіонів   | станція «Аккаржа», начальник станції                                          |
| 23              | Степанов Микола Никифорович      | 03.11.2010            | середня спеціальна | член Партії регіонів   | Великодолинська станція технічного обслуговування, директор                   |
| 24              | Берестечко Руслан Вікторович     | 03.11.2010            | вища               | член Партії регіонів   | завод залізобетонних конструкцій, головний енергетик                          |
| 25              | Варешкіна Наталя Олександрівна   | 03.11.2010            | вища               | член Партії регіонів   | навчально-виховний комплекс № 1, вчитель                                      |
| 28              | Тянькін Сергій Миколайович       | 03.11.2010            | вища               | член Партії регіонів   | приватний підприємець                                                         |
| Самовисування   |                                  |                       |                    |                        |                                                                               |
| 7               | Пирипека Василь Васильович       | 03.11.2010            | вища               | позапартійний          | ВАТ «Одесагаз» Білгород-Дністровське УЄГГ, головний інженер                   |
| 12              | Грущенко Тетяна Миколаївна       | 03.11.2010            | середня спеціальна | позапартійна           | приватний підприємець                                                         |
| 17              | Мошняга Людмила Анатоліївна      | 03.11.2010            | вища               | позапартійна           | навчально-виховний комплекс № 1, лаборант                                     |
| 26              | Добрянський Віталій Валентинович | 03.11.2010            | середня спеціальна | позапартійний          | приватний підприємець                                                         |
| 29              | Нікітінський Юрій Анатолійович   | 03.11.2010            | вища               | позапартійний          | МГО «Гросс-Лібенталь», голова правління                                       |
| 30              | Потлов Андрій Вікторович         | 03.11.2010            | вища               | позапартійний          | тимчасово не працює                                                           |